# サントメオリーブバト
サントメオリーブバト (Columba thomensis) は鳩の一種である。西アフリカ沖のサントメ島の固有種であり、絶滅危惧種とされている。1888年、ジョゼ・ヴィチェンテ・バルボーザ・デュ・ボカージェによって記載された。

## 形態
全長37 - 40センチメートル。

## 分布
サントメオリーブバトは島内の北西部(シャミソ)、中部の山塊(ラゴア・アメリア、ザンパルマ、ノヴァ・セイロン、ボンバイン、フォルモゾ・ペケーノ付近のヒオ・ロ・グランジェの渓谷)、南西部(シュフェシュフェ川とアナ・シャヴェス川の渓谷)、南東部 (アグア・イゼの西、ピコ・マリア・フェルナンジェスの上とサン・ジョアン・ドス・アンゴラレスの北)を含む、いくつかの場所に生息する。

## 保全状況
同所に生息するコオリーブトキ、サントメコウライウグイス、サントメコノハズクと同様、サントメオリーブバトの保全は残存する低地多雨林の生息地破壊を止められるかにかかっている。